# Jordan Ferri
Jordan Ferri (* 12. März 1992 in Cavaillon) ist ein französischer Fußballspieler. Der defensive Mittelfeldspieler spielt bei HSC Montpellier.

## Karriere

### Anfänge
Ferri stammt aus der Jugendabteilung von Olympique Lyon und durchlief sämtliche Jugendmannschaften. Für die Saison 2010/11 wurde er für die Reservemannschaft eingeplant. In der folgenden Saison spielte er ebenfalls für die Reserve, stand aber für vier Partien im Kader der Profimannschaft. In der Saison 2012/13 machte er am 8. November 2012 sein Pflichtspieldebüt für Lyon, als er beim 2:3-Auswärtssieg in der Gruppenphase der UEFA Europa League gegen Athletic Bilbao in der 82. Minute für Alexandre Lacazette eingewechselt wurde. Es folgten am 22. November 2012 und am 6. Dezember 2012 zwei weitere Einsätze in der Europa League, diesmal in der Startaufstellung über die volle Spielzeit gegen Sparta Prag  beziehungsweise Hapoel Ironi Kirjat Schmona. Seinen ersten Einsatz in der Ligue 1 absolvierte er am 12. Dezember 2012 beim 1:1 gegen den AS Nancy-Lorraine, als er nach einer halben Stunde für den verletzten Anthony Réveillère eingewechselt wurde.
Im November 2018 wurde Ferri bis Saisonende an den Ligakonkurrenten Olympique Nîmes verliehen.

### HSC Montpellier
Zur Saison 2019/20 wechselte er zu Ligue 1-Rivalen HSC Montpellier.